# Jack Carter (homme politique)
Pour les articles homonymes, voir Carter et Jack Carter.
John William Carter, dit Jack Carter, né le 3 juillet 1947 à Portsmouth, en Virginie, est un homme d'affaires et homme politique américain, qui s'est présenté sans succès au Sénat des États-Unis dans le Nevada en 2006, perdant face à John Ensign lors de l'élection générale. Il est l'aîné des enfants du 39e président des États-Unis Jimmy Carter et de la Première dame Rosalynn Carter.

## Biographie

### Jeunesse et éducation
John William Carter Carter naît le 3 juillet 1947 au Naval Medical Center Portsmouth (en) à Portsmouth, en Virginie. Il est le premier enfant de Jimmy Carter (1924-2024) et de Rosalynn Carter née Smith (1927-2023) et naît quatre jours avant le premier anniversaire de mariage de ses parents. Élevé à Plains, en Géorgie, il passe l'hiver à travailler dans l'entrepôt de la ferme d'arachides de son père, où son salaire commence à 10 cents de l'heure. Carter a du mal à entrer à l'université en 1965, fréquentant le Georgia Institute of Technology, l'université Emory et la Georgia Southwestern State University (en), avant de s'enrôler dans la marine américaine en avril 1968, à la suggestion de son père. Carter sert pendant la guerre du Viêt Nam, sur le navire de sauvetage USS Grapple (ARS-7) (en). Il reçoit une réforme générale à la fin de l'année 1970 après avoir été surpris, avec 53 camarades de classe, en train de fumer de la marijuana au Naval Reactors Facility (en) à Idaho Falls, dans l'Idaho. Carter retourne à Georgia Tech, où il obtient un diplôme en physique nucléaire. Après avoir obtenu son diplôme, il est entre immédiatement à la faculté de droit de l'université de Géorgie, où il obtient son Juris Doctor en 1975.
En 1985, il est interviewé par David Wallechinsky pour son livre "Midterm Report : The Class of '65 : Chronicles Of An American Generation" (1986). Ce livre est publié plus tard sous le titre "Class Reunion '65, Tales of an American Generation", écrit du point de vue de deux décennies après l'obtention du diplôme de fin d'études secondaires. Vingt-huit diplômés du secondaire de l'époque sont interviewés, et Wallachinsky note l'impact profond de la guerre du Viêt Nam sur leur vie.

### Carrière

#### Carrière professionnelle
En 1981, Jack Carter s'installe à Chicago, où il travaille pour le Chicago Board of Trade et Citibank.

#### Campagne sénatoriale de 2006
Carter s'installe en 2002 dans le Nevada et se présente à l'élection de 2006 pour le siège en jeu de cet État au Sénat des États-Unis en tant que démocrate. Il remporte l'investiture démocrate le 15 août 2006 contre son adversaire Ruby Jee Tun, une enseignante de Carson City,. Néanmoins, Carter perd l'élection générale du 7 novembre 2006 contre le sénateur républicain sortant, John Ensign.
Les principaux thèmes abordés par Jack Carter sont son opposition à la guerre d'Irak et ses préoccupations concernant le système de santé, en particulier ce qu'il considère comme un manquement à ses engagements envers les anciens combattants.

### Vie personnelle
De son premier mariage avec Juliet Langford, Jack Carter a deux enfants : un fils nommé Jason (en) (né en 1975) et une fille nommée Sarah (née en 1978). À la suite de leur divorce, Carter se remarie en 1992 avec Elizabeth Brasfield, qui a deux enfants issus de son premier mariage. Le fils de cette dernière est John Chuldenko, un réalisateur de films qui a réalisé des publicités télévisées pour la campagne de son beau-père. Sa fille est Sarah Reynolds (née Chuldenko), illustratrice de livres (pour le recueil de poèmes de Jimmy Carter) et peintre, ayant travaillé avec Jeff Koons. Elle est mariée à l'artiste australien Stephen Reynolds (en).